# Ari Aguiar
Ari Ferreira de Aguiar (Belo Horizonte, 11 de dezembro de 1980), é um locutor e jornalista brasileiro.
Atualmente, atua nos canais ESPN, (ESPN Brasil e ESPN).
É torcedor do Cruzeiro.

## Carreira
Trabalhou nas rádios Capital, LBV e Transamérica, além de por cinco anos servir como digitador da coluna do jogador Tostão.  Em 2007, foi contratado pela ESPN. Atua como narrador das quatro ligas esportivas dos Estados Unidos - NBA, NHL, NFL e MLB - bem como da Copa do Mundo de Rugby,  Euroliga de Basquete, Campeonato Espanhol de Futebol, campeonatos de pôquer como o WSOP (Série Mundial de Pôquer), ciclismo (Tour de France, Giro da Itália e Volta da Espanha), dentre outras modalidades transmitidas pelo canal fechado.
Em 2024, pela primeira vez narrou in loco as finais da temporada 2023/2024 da NBA.

## Ligações Externas
- Ari Aguiar no Instagram
- Ari Aguiar no X